# Relaciones España-Ruanda
Las relaciones España-Ruanda son las relaciones bilaterales entre estos dos países. Ruanda no tiene una embajada en España, pero su embajada en París, Francia, está acreditada para España y mantiene un consulado honorario en Madrid. España no tiene embajada en Ruanda pero su embajada en Dar es Salaam, Tanzania, está acreditada para este país, y mantiene un consulado honorario en Kigali.

## Relaciones diplomáticas
Ambos países iniciaron sus relaciones diplomáticas en 1967. En 1994, España se volcó con el pueblo ruandés, destacando la participación de efectivos españoles en la Misión enviada aquel año por las Naciones Unidas. Fue, además, el primer país que desplazó un equipo de forenses y fiscales al terreno poco después del genocidio para recoger evidencias y testimonios que permitieran identificar y enjuiciar a los culpables del mismo. El voluminoso resultado de ese trabajo, entregado a NNUU en 1995, fue muy útil para iniciar las causas del Tribunal Penal Internacional para Ruanda. Ese mismo año, España organizó desde Nairobi un puente aéreo con dos aviones militares con objeto de trasladar la ayuda humanitaria internacional a los cientos de miles de refugiados instalados en el campo congoleño de Goma, en el que una española dirigió el primer batallón de
oficiales médicos desplegado allí por la Organización Mundial de la Salud. Fue también a través de la ayuda otorgada por España que se reconstruyó el hospital psiquiátrico de Kigali tras la guerra civil, con fondos aportados por la Consejería de Sanidad de la Junta de Andalucía.

## Relaciones económicas
En 2012 las exportaciones españolas a Ruanda ascendieron a 6,58 millones de euros. Los principales capítulos exportados consistieron en: aparatos de sondeo (44,5% del total); células fotovoltaicas (20,4%); bombas centrífugas (0,9%); barras de hierro o acero (0,6%) y esterilizadores médico-quirúrgicos o de laboratorio (0,3%). En 2013, hasta noviembre, las exportaciones ascendieron a 1,7 millones de euros.
La importación española de Ruanda en el mismo periodo fue de 0,49 millones de euros. Los principales capítulos importados en 2012 fueron: café (75,3% del total); jugos y extractos vegetales (18,9%); frutos secos (3,5%); osciloscopios y oscilógrafos catódicos (1,4%) y artículos de cestería (0,6%). En 2013, hasta noviembre, las importaciones ascendieron a 0.9 millones de euros e INDRA SISTEMAS e ISOFOTON son las principales empresas españolas que operan en Ruanda.

## Cooperación
Ruanda no ha sido tradicionalmente país de cooperación para España, ni figura en la lista de países prioritarios del Plan Director de la Cooperación Española 2013-2016. La cooperación al desarrollo que se lleva a cabo con Ruanda se hace vía multilateral.
En el periodo 2006–2009 las CCAA dedicaron a Ruanda un total de 5.282.360 € como ayuda al desarrollo, sobresaliendo Extremadura (603.000 €), Navarra
(1.060.000 €), País Vasco (1.361.900 €) y la C. Valenciana (1.235.155 €). El resto se trata de contribuciones puntuales y de menor cuantía de la Junta de Andalucía, Baleares, Aragón, Cataluña, Castilla-La Mancha y Castilla y León.